# Lansingerland
Lansingerland es un municipio de la Provincia de Holanda Meridional, al oeste de los Países Bajos, creado el 1 de enero de 2007 por la fusión de tres antiguos municipios: Bergschenhoek, Berkel en Rodenrijs y Bleiswijk.